# Thanks/you
『Thanks/you』は、『ひぐらしのなく頃に解』の音楽を担当したdaiが所属するサークル『M.Graveyard』による同人音楽アルバムである。
daiが『ひぐらしのなく頃に 解』に提供した曲のオリジナル版が7曲と、それ以外のオリジナル曲が13曲収録されている。
アルバムオリジナル曲は『ひぐらしのなく頃に』のドラマCDでもBGMとして度々使用される。

## 収録曲
1. Thanks
2. Iru
3. 陰
4. Soul scour
5. you (M.Box風)
6. Confession
7. you
8. 空夢
9. そらのむこう
10. 競争
11. 月影 (arrange)
12. 夢想
13. 夢想 (arrange)
14. feel
15. 月影
16. 久遠
17. Birth and Death
18. 想い
19. (Vocal) you
20. (Vocal) 想い
21. （隠しトラック）

## youのバリエーション
「you」は、その後も一部のフレーズがdaiのいくつかの曲（『Thanks/you』の場合は）に反映されたり（「you」自体が「Thanks」のフレーズ改変であるが）、このCD以外でも様々なボーカル付きのバリエーションが二次創作（あるいはアレンジバージョン）として作られた。
このアルバムに収録されているボーカル付き「you」を歌う癒月は作詞も担当した。後に、アレンジを加えた（歌詞は同じ）バージョン「you -Visionen im Spiegel」が『かけらむすび』に収録。こちらも癒月がボーカルを担当している。後に『ひぐらしのなく頃に絆 第二巻・想』にも収録された。
また、ドラマCDの「目明し編」では園崎魅音/詩音役の雪野五月がボーカルを担当したものが収録されている。歌詞は雪野五月が新たに書き起こしている。後に『ひぐらしのなく頃に祭 カケラ遊び』にも収録された。